# Кинг, Эдвард
Э́двард Кинг (англ. Edward P. King, 1884 — 1958) — генерал-майор армии США, участник Битвы за Батаан в годы Второй мировой войны.

## Молодость
Эдвард Кинг родился в 1884 в городе Атланта (штат Джорджия, США). Его дед и дядя были солдатами, воевавшими за Конфедерацию во время Гражданской войны в США, и это сильно повлияло на его мировоззрение. Когда он окончил Университет штата Джорджия в 1902 году, родители желали, чтобы он стал юристом, но это не соответствовало его духу, и в 1908 году он вступил в армию.

## Первая мировая война
Участвовал в Первой мировой войне, был награждён медалью «За выдающиеся заслуги». В межвоенный период занимал различные должности, в 1940 году был отправлен на Филиппины.

## Вторая мировая война
На Филиппинах Эдвард Кинг получил звание бригадного генерала, и стал вторым по значимости генералом при Макартуре (после Уэйнрайта). Когда 11 марта 1942 года Макартур покинул Филиппины, то Уэйнрайт стал командующим армией на Филиппинах, а Кинг — главнокомандующим американо-филиппинскими силами на Батаане. К тому времени Кинг был командующим артиллерией. После месяцев боёв с японцами, не получая подкреплений, американо-филиппинские войска остались без боеприпасов и медикаментов, и 8 апреля 1942 года Кинг отправил командовавшему японскими силами генералу Хомма предложение о капитуляции. 9 апреля американо-филиппинские силы сдались. 75 000 человек были отправлены в пеший путь до лагерей военнопленных, вошедший в историю как «Батаанский марш смерти». Кинг провёл в плену три с половиной года.
После войны Эдвард Кинг вернулся в США и вышел в отставку.